# Jayne Brook
Jayne Brook (* 16. September 1960 als Jane Anderson in Northbrook, Illinois) ist eine US-amerikanische Schauspielerin.

## Leben
Sie schloss 1978 die Glenbrook North High School ab und 1982 die Duke University. Brooks Interesse an der Schauspielkunst wurde an der Universität geweckt, als sie am Schauspielkurs von Professor John Clum teilnahm. Ihre erste Schauspielerfahrung sammelte sie mit 19 Jahren als Blanche DuBois in dem Theaterstück Endstation Sehnsucht. Sie zog später nach England, um ihre Ausbildung abzuschließen.
Ihre erste Filmrolle hatte Brook 1987 im Film Superman IV. Danach spielte sie noch in mehreren Filmen mit, beispielsweise in Kindergarten Cop, Last Dance, Bye Bye, Love und Gattaca. Bekannter wurde sie jedoch durch ihre Fernsehauftritte, besonders in der Rolle der Dr. Diane Grad in Chicago Hope. Sie spielte aber auch in anderen Serien, wie zum Beispiel Fernsehfieber, Sirens, The District, Der Fall John Doe und Boston Legal mit. Sie spielte in der ersten Folge der 2. Staffel von Without a Trace mit.
Seit 1996 ist Brook mit John Terlesky verheiratet. Das Paar hat zwei Töchter.

## Filmografie (Auswahl)
- 1987: Superman IV – Die Welt am Abgrund (Superman IV – The Quest for Peace)
- 1990: Kindergarten Cop
- 1991: Fast Food Family (Don’t Tell Mom the Babysitter’s Dead)
- 1992: Der Schein trügt (Doing Time on Maple Drive)
- 1993: L.A. Law – Staranwälte, Tricks, Prozesse (L.A. Law, Fernsehserie, 3 Episoden)
- 1994: Bitteres Blut (In the Best of Families: Marriage, Pride & Madness)
- 1994: Blackout – Ein Detektiv sucht sich selbst (Clean Slate)
- 1995–1999: Chicago Hope – Endstation Hoffnung (Chicago Hope, Fernsehserie, 103 Episoden)
- 1995: Der Kampf um die vier Diamanten (The Four Diamonds)
- 1996: Dan und Jane: Unser Traum besiegt die Angst (A Brother’s Promise: The Dan Jansen Story)
- 1996: Ed – Die affenstarke Sportskanone (Ed)
- 1997: Gattaca
- 1998: Allein gegen die Zukunft (Early Edition, Fernsehserie, 1 Episode)
- 2000: Chain of Command – Helden sterben nie (Chain of Command)
- 2000–2002: The District – Einsatz in Washington (The District, Fernsehserie, 14 Episoden)
- 2002–2003: Der Fall John Doe! (John Doe, Fernsehserie, 21 Episoden)
- 2003: Without a Trace – Spurlos verschwunden (Without a Trace, Fernsehserie, 1 Episode)
- 2004: The Robinsons: Lost in Space (Pilotfilm)
- 2004: CSI: Miami (Fernsehserie, 1 Episode)
- 2004: Die Suche nach Davids Herz (Searching for David’s Heart)
- 2006: Grey’s Anatomy (Fernsehserie, 1 Episode)
- 2006: Boston Legal (Fernsehserie, 4 Episoden)
- 2007: Navy CIS (NCIS, Fernsehserie, 1 Episode)
- 2008: Eli Stone (Fernsehserie, 1 Episode)
- 2008: Private Practice (Fernsehserie, 5 Episoden)
- 2008, 2011: Brothers & Sisters (Fernsehserie, 3 Episoden)
- 2009: Castle (Fernsehserie, Episode 1x02 Die tote Nanny)
- 2009: The Cleaner (Fernsehserie, 1 Episode)
- 2011: Off the Map (Fernsehserie, 2 Episoden)
- 2014: Rizzoli & Isles (Fernsehserie, 1 Episode)
- 2014: Revenge (Fernsehserie, 1 Episode)
- 2016: The Sweet Life
- 2017: Major Crimes (Fernsehserie, 4 Episoden)
- 2017–2019: Star Trek: Discovery (Fernsehserie, 12 Episoden)